# Tworóg (gmina)
Pour les articles homonymes, voir Tworóg.
La gmina de Tworóg est une commune rurale de la voïvodie de Silésie et du powiat de Tarnowskie Góry. Elle s'étend sur 124,92 km2 et comptait 8 153 habitants en 2006. Son siège est le village de Tworóg qui se situe à environ 15 kilomètres au nord-ouest de Tarnowskie Góry et à 38 kilomètres au nord-ouest de Katowice.

## Villages
La gmina de Tworóg comprend les villages et localités de Boruszowice, Brynek, Hanusek, Koty, Mikołeska, Nowa Wieś Tworoska, Połomia, Świniowice, Tworóg et Wojska.

## Villes et gminy voisines
La gmina de Tworóg est voisine des villes de Lubliniec and Tarnowskie Góry, et des gminy de Koszęcin, Krupski Młyn, Wielowieś et Zbrosławice.